# Piasutno Żelazne
Piasutno Żelazne – wieś w Polsce położona w województwie podlaskim, w powiecie łomżyńskim, w gminie Zbójna.
| SIMC    | Nazwa    | Rodzaj    |
| ------- | -------- | --------- |
| 0412470 | Chaberki | część wsi |

Wierni kościoła rzymskokatolickiego należą do parafii Najświętszego Sakramentu w Dobrym Lesie.

## Historia
W czasach zaborów w granicach Imperium Rosyjskiego. W latach 1921–1939 leżała w województwie białostockim, w powiecie kolneńskim, w gminie Czerwone.
Według Powszechnego Spisu Ludności z 1921 roku zamieszkiwało tu 70 osób w 12 budynkach mieszkalnych. Miejscowość należała do parafii rzymskokatolickiej w m. Dobry Las. Podlegała pod Sąd Grodzki w Kolnie i Okręgowy w Łomży; właściwy urząd pocztowy mieścił się w Kolnie.
W wyniku napaści ZSRR na Polskę we wrześniu 1939 miejscowość znalazła się pod okupacją sowiecką. 2 listopada została włączona do Białoruskiej SRR. 4 grudnia 1939 włączona do nowo utworzonego obwodu białostockiego. Od czerwca 1941 roku pod okupacją niemiecką. 22 lipca 1941 r. włączona w skład okręgu białostockiego III Rzeszy.
W latach 1975–1998 miejscowość administracyjnie należała do województwa łomżyńskiego.